# Thamnochortus karooica
Thamnochortus karooica är en gräsväxtart som beskrevs av Hans Peter Linder. Thamnochortus karooica ingår i släktet Thamnochortus och familjen Restionaceae. Inga underarter finns listade i Catalogue of Life.